# Gignac (Vaucluse)
 Gignac  es una población y comuna francesa, en la región de Provenza-Alpes-Costa Azul, departamento de Vaucluse, en el distrito de Apt y cantón de Apt.
No está integrada en ninguna communauté de communes.

## Demografía
| 26 | 29 | 21 | 29 | 35 | 48 |
| Para los censos de 1962 a 1999 la población legal corresponde a la población sin duplicidades (Fuente: INSEE [Consultar]) |    |    |    |    |    |